# Mohamed Ali Khojastehpour
Mohamed Ali Khojastehpour Birang (pers. محمدعلی خجسته پور بيرنگ; ur. 1 lipca 1931 w Teheranie, zm. w 2007) – irański zapaśnik walczący w stylu wolnym. Srebrny medalista olimpijski z Melbourne 1956 w kategorii 52 kg.
Czwarty na mistrzostwach świata w 1959. Drugi w Pucharze Świata w 1958 roku.